# Masakazu Suzuki
Masakazu Suzuki (鈴木 政一 Suzuki Masakazu?, nacido el 1 de enero de 1955 en Yamanashi) es un exfutbolista japonés que se desempeñaba como defensa y entrenador.

## Clubes

### Como futbolista
| Club          | País  | Año         |
| ------------- | ----- | ----------- |
| Yamaha Motors | Japón | 1977 - 1982 |

### Como entrenador
| Club            | País  | Año         |
| --------------- | ----- | ----------- |
| Júbilo Iwata    | Japón | 2000 - 2002 |
| Júbilo Iwata    | Japón | 2004        |
| Albirex Niigata | Japón | 2018        |